# جاي جاي سميث
جاي جاي سميث (بالإنجليزية: Johannes Jacobus Smith)‏ هو لغوي جنوب أفريقي، ولد في 5 أكتوبر 1883 في Tulbagh ‏ في جنوب أفريقيا، وتوفي في 18 يونيو 1949 في كيب تاون في جنوب أفريقيا.